# Norvegia ai Giochi della XXX Olimpiade
La Norvegia ha partecipato ai Giochi della XXX Olimpiade di Londra che si sono svolti dal 27 luglio al 12 agosto 2012. È stata la 24ª partecipazione degli atleti norvegesi ai giochi olimpici a partire dal debutto nel 1900 ad esclusione dell'edizione del 1904. La Norvegia ha disertato l'edizione del 1980 tenutasi a Mosca, come protesta contro l'invasione sovietica in Afghanistan.
Gli atleti della delegazione norvegese sono stati 64. Alla cerimonia di apertura la portabandiera è stata Mira Verås Larsen, mentre il portabandiera della cerimonia di chiusura è stato il marito Eirik Verås Larsen.
La Norvegia ha ottenuto un totale di 4 medaglie (2 ori, 1 argento e 1 bronzo), eguagliando la prestazione ottenuta a Monaco 1972.

## Medaglie
| Riepilogo quotidiano | Riepilogo quotidiano | Riepilogo quotidiano | Riepilogo quotidiano | Riepilogo quotidiano | Riepilogo quotidiano | Riepilogo quotidiano |
| -------------------- | -------------------- | -------------------- | -------------------- | -------------------- | -------------------- | -------------------- |
| Giorno               | Data                 |                      |                      |                      | Totale               |                      |
| 1º                   | 27                   | —                    | —                    | —                    | —                    |                      |
| 2º                   | 28                   | 0                    | 0                    | 1                    | 1                    |                      |
| 3º                   | 29                   | 0                    | 0                    | 0                    | 0                    |                      |
| 4º                   | 30                   | 0                    | 0                    | 0                    | 0                    |                      |
| 5º                   | 31                   | 0                    | 0                    | 0                    | 0                    |                      |
| 6º                   | 1                    | 0                    | 1                    | 0                    | 1                    |                      |
| 7º                   | 2                    | 0                    | 0                    | 0                    | 0                    |                      |
| 8º                   | 3                    | 0                    | 0                    | 0                    | 0                    |                      |
| 9º                   | 4                    | 0                    | 0                    | 0                    | 0                    |                      |
| 10º                  | 5                    | 0                    | 0                    | 0                    | 0                    |                      |
| 11º                  | 6                    | 0                    | 0                    | 0                    | 0                    |                      |
| 12º                  | 7                    | 0                    | 0                    | 0                    | 0                    |                      |
| 13º                  | 8                    | 1                    | 0                    | 0                    | 1                    |                      |
| 14º                  | 9                    | 0                    | 0                    | 0                    | 0                    |                      |
| 15º                  | 10                   | 0                    | 0                    | 0                    | 0                    |                      |
| 16º                  | 11                   | 1                    | 0                    | 0                    | 1                    |                      |
| 17º                  | 12                   | 0                    | 0                    | 0                    | 0                    |                      |
| Totale               | Totale               | 2                    | 1                    | 1                    | 4                    |                      |

### Medagliere per discipline
| Sport       | Oro | Argento | Bronzo | Totale |
| ----------- | --- | ------- | ------ | ------ |
| Canoa/kayak | 1   | 0       | 0      | 1      |
| Pallamano   | 1   | 0       | 0      | 1      |
| Scherma     | 0   | 1       | 0      | 1      |
| Ciclismo    | 0   | 0       | 1      | 1      |
| Totale      | 2   | 1       | 1      | 4      |

### Medaglie d'oro
| Medaglia | Nome                             | Sport       | Evento             |
| -------- | -------------------------------- | ----------- | ------------------ |
| Oro      | Eirik Verås Larsen               | Canoa/kayak | K1 1000 m maschile |
| Oro      | Nazionale di pallamano femminile | Pallamano   | Torneo femminile   |

### Medaglie d'argento
| Medaglia | Nome             | Sport   | Evento                     |
| -------- | ---------------- | ------- | -------------------------- |
| Argento  | Bartosz Piasecki | Scherma | Spada individuale maschile |

### Medaglie di bronzo
| Medaglia | Nome               | Sport    | Evento                  |
| -------- | ------------------ | -------- | ----------------------- |
| Bronzo   | Alexander Kristoff | Ciclismo | Corsa in linea maschile |

## Atletica leggera
| Q | Qualificato al turno successivo per la posizione in qualificazione                                                           |
| q | Qualificato per il turno successivo per ripescaggio o, negli eventi su campo, conquistando la misura minima per qualificarsi |

### Maschile
Eventi di corsa su pista e strada
| Atleta              | Evento       | Batteria  | Batteria  | Quarto di finale | Quarto di finale | Semifinale      | Semifinale      | Finale          | Finale          |
| Atleta              | Evento       | Risultato | Posizione | Risultato        | Posizione        | Risultato       | Posizione       | Risultato       | Posizione       |
| ------------------- | ------------ | --------- | --------- | ---------------- | ---------------- | --------------- | --------------- | --------------- | --------------- |
| Urige Buta          | Maratona     | N.D.      | N.D.      | N.D.             | N.D.             | N.D.            | N.D.            | 2:17'58"        | 36°             |
| Henrik Ingebrigtsen | 1500 m       | 3'41"33   | 4° Q      | N.D.             | N.D.             | 3'43"26         | 5° Q            | 3'35"43         | 5°              |
| Jaysuma Saidy Ndure | 100 m        | Bye       | Bye       | 10"28            | 4°               | non qualificato | non qualificato | non qualificato | non qualificato |
| Jaysuma Saidy Ndure | 200 m        | 20"52     | 3° Q      | Bye              | Bye              | 20"42           | 4°              | non qualificato | non qualificato |
| Trond Nymark        | Marcia 50 km | N.D.      | N.D.      | N.D.             | N.D.             | N.D.            | N.D.            | 3:48'37"        | 21°             |
| Erik Tysse          | Marcia 20 km | N.D.      | N.D.      | N.D.             | N.D.             | N.D.            | N.D.            | 1:21'00"        | 14°             |

Eventi su campo
| Atleta              | Evento                 | Qualifica | Qualifica | Finale          | Finale          |
| Atleta              | Evento                 | Distanza  | Posizione | Distanza        | Posizione       |
| ------------------- | ---------------------- | --------- | --------- | --------------- | --------------- |
| Eivind Henriksen    | Lancio del martello    | 74.62     | 13°       | non qualificato | non qualificato |
| Andreas Thorkildsen | Lancio del giavellotto | 84.47     | 2° Q      | 82.63           | 6°              |

### Femminile
Eventi di corsa su pista e strada
| Atleta                    | Evento         | Batteria  | Batteria  | Quarto di finale | Quarto di finale | Semifinale      | Semifinale      | Finale          | Finale          |
| Atleta                    | Evento         | Risultato | Posizione | Risultato        | Posizione        | Risultato       | Posizione       | Risultato       | Posizione       |
| ------------------------- | -------------- | --------- | --------- | ---------------- | ---------------- | --------------- | --------------- | --------------- | --------------- |
| Ingvill Måkestad Bovim    | 1500 m         | DNS       | DNS       | N.D.             | N.D.             | non qualificata | non qualificata | non qualificata | non qualificata |
| Karoline Bjerkeli Grøvdal | 5000 m         | 15'24"86  | 13ª       | N.D.             | N.D.             | N.D.            | N.D.            | non qualificata | non qualificata |
| Ezinne Okparaebo          | 100 m          | Bye       | Bye       | 11"14            | 4ª q             | 11"10           | 4ª              | non qualificata | non qualificata |
| Ezinne Okparaebo          | 200 m          | 23"30 =   | 5ª        | Bye              | Bye              | non qualificata | non qualificata | non qualificata | non qualificata |
| Christina Vukicevic       | 100 m ostacoli | ritirata  | ritirata  | ritirata         | ritirata         | ritirata        | ritirata        | ritirata        | ritirata        |

Eventi su campo
| Atleta             | Evento         | Qualifica | Qualifica | Finale          | Finale          |
| Atleta             | Evento         | Distanza  | Posizione | Distanza        | Posizione       |
| ------------------ | -------------- | --------- | --------- | --------------- | --------------- |
| Tonje Angelsen     | Salto in alto  | 1.85      | 28ª       | non qualificata | non qualificata |
| Margrethe Renstrøm | Salto in lungo | DNS       | DNS       | non qualificata | non qualificata |

Eventi combinati
| Atleta        | Evento    |           | 100H  | SA   | GP    | 200 m | SL   | LG    | 800 m   | Finale | Posizione |
| ------------- | --------- | --------- | ----- | ---- | ----- | ----- | ---- | ----- | ------- | ------ | --------- |
| Ida Marcussen | Eptathlon | Risultato | 14"08 | 1.68 | 14.26 | 25"15 | 5.82 | 42.26 | 2'13"62 | 5846   | 28ª       |
| Ida Marcussen | Eptathlon | Punti     | 967   | 830  | 811   | 873   | 795  | 711   | 912     | 5846   | 28ª       |

## Badminton
Femminile
| Atleta               | Evento            | Girone                        | Girone                      | Girone    | Ottavi               | Quarti               | Semifinale           | Finale               | Finale          |
| Atleta               | Evento            | Avversario Punteggio          | Avversario Punteggio        | Posizione | Avversario Punteggio | Avversario Punteggio | Avversario Punteggio | Avversario Punteggio | Posizione       |
| -------------------- | ----------------- | ----------------------------- | --------------------------- | --------- | -------------------- | -------------------- | -------------------- | -------------------- | --------------- |
| Sara Blengsli Kværnø | Singolo femminile | Sung J.-h. (KOR) P 8-21, 5-21 | Yip P.Y. (HKG) P 8-21, 7-21 | 3ª        | non qualificata      | non qualificata      | non qualificata      | non qualificata      | non qualificata |

## Canoa/Kayak

### Velocità
| FA | Qualificato in finale A (per le medaglie)                       |
| FB | Qualificato in finale B (non per le medaglie)                   |
| Q  | Qualificato al turno successivo per posizione in qualificazione |
| q  | Qualificato al turno successivo per ripescaggio                 |

Maschile
| Atleta             | Evento     | Batterie | Batterie   | Semifinali | Semifinali | Finale   | Finale     |
| Atleta             | Evento     | Tempo    | Classifica | Tempo      | Classifica | Tempo    | Classifica |
| ------------------ | ---------- | -------- | ---------- | ---------- | ---------- | -------- | ---------- |
| Eirik Verås Larsen | K-1 1000 m | 3'31"288 | 3° Q       | 3'29"547   | 2° FA      | 3'26"462 |            |

Femminile
| Atleta            | Evento    | Batterie | Batterie   | Semifinali | Semifinali | Finale          | Finale          |
| Atleta            | Evento    | Tempo    | Classifica | Tempo      | Classifica | Tempo           | Classifica      |
| ----------------- | --------- | -------- | ---------- | ---------- | ---------- | --------------- | --------------- |
| Mira Verås Larsen | K-1 500 m | 1'55"923 | 5ª Q       | 1'57"354   | 6ª         | non qualificata | non qualificata |

## Canottaggio
| FA   | Qualificato in finale A (per le medaglie)     |
| FB   | Qualificato in finale B (non per le medaglie) |
| FC   | Qualificato in finale C (non per le medaglie) |
| FD   | Qualificato in finale D (non per le medaglie) |
| FE   | Qualificato in finale E (non per le medaglie) |
| FF   | Qualificato in finale F (non per le medaglie) |
| SA/B | Semifinali A/B                                |
| SC/D | Semifinali C/D                                |
| SE/F | Semifinali E/F                                |
| QF   | Qualificato ai quarti di finale               |
| R    | Ripescaggio                                   |

Maschile
| Atleta                       | Evento           | Batteria | Batteria  | Ripescaggio | Ripescaggio | Quarti  | Quarti    | Semifinali | Semifinali | Finale  | Finale    |
| Atleta                       | Evento           | Tempo    | Posizione | Tempo       | Posizione   | Tempo   | Posizione | Tempo      | Posizione  | Tempo   | Posizione |
| ---------------------------- | ---------------- | -------- | --------- | ----------- | ----------- | ------- | --------- | ---------- | ---------- | ------- | --------- |
| Olaf Tufte                   | Singolo          | 7'00"90  | 2° QF     | Bye         | Bye         | 6'55"36 | 3° SA/B   | 7'35"31    | 6° FB      | 7'18"15 | 9°        |
| Kjetil Borch Nils Jakob Hoff | 2 di coppia      | 6:16.31  | 1° S A/B  | Bye         | Bye         | N.D.    | N.D.      | 6'22"88    | 4° FB      | 6'20"82 | 7°        |
| Kristoffer Brun Are Strandli | 2 di coppia p.l. | 6'34"00  | 2° S A/B  | Bye         | Bye         | N.D.    | N.D.      | 6'39"59    | 4° FB      | 6'32"82 | 9°        |

## Ciclismo

### Ciclismo su strada
Maschile
| Atleta               | Evento         | Tempo     | Classifica |
| -------------------- | -------------- | --------- | ---------- |
| Edvald Boasson Hagen | Cronometro     | 54'30"87  | 13º        |
| Edvald Boasson Hagen | Corsa in linea | DNF       | DNF        |
| Alexander Kristoff   | Corsa in linea | 5h 46'05" |            |
| Vegard Stake Langen  | Corsa in linea | 5h 46'37" | 77°        |
| Lars Petter Nordhaug | Corsa in linea | 5h 46'05" | 25°        |

Femminile
| Atleta        | Evento         | Tempo | Classifica |
| ------------- | -------------- | ----- | ---------- |
| Emilie Moberg | Corsa in linea | OTL   | OTL        |

### Mountain Bike
Femminile
| Atleta                 | Evento        | Tempo | Classifica |
| ---------------------- | ------------- | ----- | ---------- |
| Gunn-Rita Dahle Flesjå | Cross-country | DNF   | DNF        |

## Equitazione

### Dressage
| Atleta          | Cavallo | Evento      | Grand Prix | Grand Prix | Grand Prix Special | Grand Prix Special | Grand Prix Freestyle | Grand Prix Freestyle | Totale          | Totale          |
| Atleta          | Cavallo | Evento      | Punteggio  | Classifica | Punteggio          | Classifica         | Tecnico              | Artistico            | Punteggio       | Classifica      |
| --------------- | ------- | ----------- | ---------- | ---------- | ------------------ | ------------------ | -------------------- | -------------------- | --------------- | --------------- |
| Siril Helljesen | Dorina  | Individuale | 69.985     | 31ª        | non qualificata    | non qualificata    | non qualificata      | non qualificata      | non qualificata | non qualificata |

## Lotta
| VT | Vittoria per atterramento                           |
| PP | Vittoria a punti (lo sconfitto con punti tecnici)   |
| PO | Vittoria a punti (lo sconfitto senza punti tecnici) |

### Greco-Romana
Maschile
| Atleta           | Evento | Qualificazione       | Ottavi                                  | Quarti               | Semifinale           | Ripescaggio Turno 1  | Ripescaggio Turno 2  | Finale               | Classifica      |
| Atleta           | Evento | Avversario Risultato | Avversario Risultato                    | Avversario Risultato | Avversario Risultato | Avversario Risultato | Avversario Risultato | Avversario Risultato | Classifica      |
| ---------------- | ------ | -------------------- | --------------------------------------- | -------------------- | -------------------- | -------------------- | -------------------- | -------------------- | --------------- |
| Stig André Berge | −60 kg | N.D.                 | H. Aliyev (AZE) P 1-3 (0-1, 1-0, 0-2)PP | Non qualificato      | Non qualificato      | Non qualificato      | Non qualificato      | Non qualificato      | Non qualificato |

## Nuoto e sport acquatici

### Nuoto
Maschile
| Atleta        | Evento      | Batterie | Batterie   | Semifinali      | Semifinali      | Finale          | Finale          |
| Atleta        | Evento      | Tempo    | Classifica | Tempo           | Classifica      | Tempo           | Classifica      |
| ------------- | ----------- | -------- | ---------- | --------------- | --------------- | --------------- | --------------- |
| Lavrans Solli | 100 m dorso | 55"00    | 26º        | Non qualificato | Non qualificato | Non qualificato | Non qualificato |

Femminile
| Atleta          | Evento         | Batterie | Batterie   | Semifinali      | Semifinali      | Finale          | Finale          |
| Atleta          | Evento         | Tempo    | Classifica | Tempo           | Classifica      | Tempo           | Classifica      |
| --------------- | -------------- | -------- | ---------- | --------------- | --------------- | --------------- | --------------- |
| Sara Nordenstam | 100 m rana     | 2'27"90  | 21ª        | non qualificata | non qualificata | non qualificata | non qualificata |
| Sara Nordenstam | 400 m misti    | 4'51"28  | 30ª        | N.D.            | N.D.            | non qualificata | non qualificata |
| Ingvild Snildal | 100 m farfalla | 59"01    | 22ª        | non qualificata | non qualificata | non qualificata | non qualificata |
| Ingvild Snildal | 200 m farfalla | 2'10"99  | 18ª        | non qualificata | non qualificata | non qualificata | non qualificata |

### Tuffi
Maschile
| Atleta          | Evento          | Preliminari | Preliminari | Semifinale      | Semifinale      | Finale          | Finale          |
| Atleta          | Evento          | Punti       | Classifica  | Punti           | Classifica      | Punti           | Classifica      |
| --------------- | --------------- | ----------- | ----------- | --------------- | --------------- | --------------- | --------------- |
| Amund Gismervik | Piattaforma 10m | 401.55      | 24°         | Non qualificato | Non qualificato | Non qualificato | Non qualificato |

## Pallamano

### Femminile
Rosa
|    | Naz.                | Ruolo | Sportivo                      | Anno | Alt.   |  |
| -- | ------------------- | ----- | ----------------------------- | ---- | ------ |  |
| 1  | Norvegia (bandiera) | P     | Kari Aalvik Grimsbø           | 1985 | 1,80 m |  |
| 5  | Norvegia (bandiera) | TS    | Ida Alstad                    | 1985 | 1,72 m |  |
| 6  | Norvegia (bandiera) | PV    | Heidi Løke                    | 1982 | 1,77 m |  |
| 7  | Norvegia (bandiera) | TD    | Tonje Nøstvold                | 1985 | 1,78 m |  |
| 8  | Norvegia (bandiera) | C     | Karoline Dyhre Breivang       | 1980 | 1,72 m |  |
| 9  | Norvegia (bandiera) | TS    | Kristine Lunde-Borgersen      | 1980 | 1,83 m |  |
| 11 | Norvegia (bandiera) | AS    | Kari Mette Johansen           | 1979 | 1,72 m |  |
| 13 | Norvegia (bandiera) | PV    | Marit Malm Frafjord           | 1985 | 1,82 m |  |
| 15 | Norvegia (bandiera) | TD    | Linn Jørum Sulland            | 1984 | 1,78 m |  |
| 16 | Norvegia (bandiera) | P     | Katrine Lunde Haraldsen       | 1980 | 1,81 m |  |
| 18 | Norvegia (bandiera) | AD    | Linn-Kristin Riegelhuth Koren | 1984 | 1,75 m |  |
| 21 | Norvegia (bandiera) | C     | Gøril Snorroeggen             | 1985 | 1,77 m |  |
| 22 | Norvegia (bandiera) | AD    | Amanda Kurtović               | 1991 | 1,79 m |  |
| 23 | Norvegia (bandiera) | AS    | Camilla Herrem                | 1986 | 1,66 m |  |

- Allenatore:  Thorir Hergeirsson

Fase a gironi - Gruppo B
| Pos. | Squadra       | Pt | G | V | N | P | GF  | GS  | DR  |
| ---- | ------------- | -- | - | - | - | - | --- | --- | --- |
| 1    | Francia       | 9  | 5 | 4 | 1 | 0 | 125 | 103 | +22 |
| 2    | Corea del Sud | 7  | 5 | 3 | 2 | 0 | 136 | 130 | +6  |
| 3    | Spagna        | 7  | 5 | 3 | 1 | 1 | 119 | 114 | +5  |
| 4    | Norvegia      | 5  | 5 | 2 | 1 | 2 | 118 | 120 | -2  |
| 5    | Danimarca     | 2  | 5 | 1 | 0 | 4 | 113 | 121 | -8  |
| 6    | Svezia        | 0  | 5 | 0 | 0 | 5 | 84  | 106 | -22 |

| Londra 28 luglio 2012, ore 21:15 BST | Norvegia       | 23 – 24 (12-17) referto | Francia | Copper Box (3.968 spett.)\| Arbitro: \| Krstić, Ljubić \| |
| Arbitro:                             | Krstić, Ljubić |                         |         |                                                           |

| Londra 30 luglio 2012, ore 21:15 BST | Svezia             | 21 – 25 (9-14) referto | Norvegia | Copper Box (4.459 spett.)\| Arbitro: \| Coulibaly, Diabate \| |
| Arbitro:                             | Coulibaly, Diabate |                        |          |                                                               |

| Londra 1º agosto 2012, ore 9:30 BST | Norvegia           | 27 – 27 (13-15) referto | Corea del Sud | Copper Box (4.178 spett.)\| Arbitro: \| Nachevski, Nikolov \| |
| Arbitro:                            | Nachevski, Nikolov |                         |               |                                                               |

Quarti di finale
| Londra 7 agosto 2012, ore 10:00 BST | Brasile                  | 19 – 21 (13-9) referto | Norvegia | Copper Box\| Arbitro: \| Bonaventura, Bonaventura \| |
| Arbitro:                            | Bonaventura, Bonaventura |                        |          |                                                      |

Semifinale
| Londra 9 agosto 2012, ore 17:00 BST | Norvegia          | 31 – 25 (18-15) referto | Corea del Sud | Copper Box\| Arbitro: \| Gubica, Milošević \| |
| Arbitro:                            | Gubica, Milošević |                         |               |                                               |

Finale
| Londra 11 agosto 2012, ore 20:30 BST | Norvegia                 | 26 – 23 (13-10) referto | Montenegro | Copper Box\| Arbitro: \| Bonaventura, Bonaventura \| |
| Arbitro:                             | Bonaventura, Bonaventura |                         |            |                                                      |

## Beach volley/Pallavolo

### Beach volley

#### Maschile
Rosa
|  | Naz.                |  | Sportivo         | Anno | Alt.   |  |
|  | ------------------- |  | ---------------- | ---- | ------ |  |
|  | Norvegia (bandiera) |  | Tarjei Skarlund  | 1978 | 1,90 m |  |
|  | Norvegia (bandiera) |  | Martin Spinnangr | 1987 | 1,97 m |  |

Fase a gironi - Girone F
| 28/07/2012 | 16.30 | Cunha - Santos              | 2 - 0 | Skarlund - Spinnangr | (21-14, 21-18)  | Horse Guards Parade |
| 30/07/2012 | 11:00 | Skarlund - Spinnangr        | 2 - 0 | Reader - Binstock    | (21-14 , 21-18) | Horse Guards Parade |
| 01/08/2012 | 17:30 | Grotowski - Garcia-Thompson | 0 - 2 | Skarlund - Spinnangr | (20-22 ,13-21 ) | Horse Guards Parade |

| Pos. | Coppie                    | Pt | G | V | P | Sv | Sp | Sr    | Pv  | Pp  | Pr    |
| ---- | ------------------------- | -- | - | - | - | -- | -- | ----- | --- | --- | ----- |
| 1    | Cunha-Ricardo             | 6  | 3 | 3 | 0 | 6  | 0  | MAX   | 129 | 101 | 1.277 |
| 2    | Skarlund-Spinnangr        | 5  | 3 | 2 | 1 | 4  | 2  | 2.000 | 116 | 107 | 1.084 |
| 3    | Reader-Binstock           | 4  | 3 | 1 | 2 | 2  | 4  | 0.500 | 114 | 119 | 0.958 |
| 4    | Grotowski-Garcia-Thompson | 3  | 3 | 0 | 3 | 0  | 6  | 0.000 | 94  | 126 | 0.746 |

Ottavi di finale
| Londra 3 agosto 2012, ore 13:00 BST | Pļaviņš-Šmēdiņš                | 2 – 0 (21-18; 21-16) referto | Skarlund-Spinnangr | Horse Guards Parade\| Arbitri: \| Richard Casutt Osvaldo Sumavil \| |
| Arbitri:                            | Richard Casutt Osvaldo Sumavil |                              |                    |                                                                     |

 Norvegia Eliminata - Posizione nella classifica finale: 9º posto pari merito con  Germania,  Svizzera (due coppie),  Russia,  Lettonia,  Spagna e  Stati Uniti

## Scherma
Maschile
| Atleta           | Evento            | 32-esimi             | 16-esimi                   | Ottavi                 | Quarti                   | Semifinali                 | Finale                     | Posizione |
| Atleta           | Evento            | Avversario Risultato | Avversario Risultato       | Avversario Risultato   | Avversario Risultato     | Avversario Risultato       | Avversario Risultato       | Posizione |
| ---------------- | ----------------- | -------------------- | -------------------------- | ---------------------- | ------------------------ | -------------------------- | -------------------------- | --------- |
| Bartosz Piasecki | Spada Individuale | N.D.                 | G. Grumier (FRA) V (14-13) | G. Imre (HUN) V (15-7) | Y. Borel (FRA) V (15-14) | Jung J.-S. (KOR) V (15-13) | R. Limardo (VEN) P (10-15) |           |

## Tiro a segno/volo
Maschile
| Atleta             | Evento                       | Qualificazione | Qualificazione | Finale          | Finale          |
| Atleta             | Evento                       | Punteggio      | Classifica     | Punteggio       | Classifica      |
| ------------------ | ---------------------------- | -------------- | -------------- | --------------- | --------------- |
| Ole Magnus Bakken  | Carabina 50 metri a terra    | 592            | 26°            | non qualificato | non qualificato |
| Ole Magnus Bakken  | Carabina 10 m aria compressa | 597            | 6º Q           | 691.5           | 8°              |
| Odd Arne Brekne    | Carabina 50 metri a terra    | 594            | 13°            | non qualificato | non qualificato |
| Tore Brovold       | Skeet                        | 113            | 27°            | non qualificato | non qualificato |
| Ole Kristian Bryhn | Carabina 50 m 3 posizioni    | 1169           | 7° Q           | 1267.8          | 7°              |
| Are Hansen         | Carabina 50 m 3 posizioni    | 1163           | 22°            | non qualificato | non qualificato |
| Are Hansen         | Carabina 10 m aria compressa | 594            | 14º            | non qualificato | non qualificato |

Femminile
| Atleta           | Evento                       | Qualificazione | Qualificazione | Finale          | Finale          |
| Atleta           | Evento                       | Punteggio      | Classifica     | Punteggio       | Classifica      |
| ---------------- | ---------------------------- | -------------- | -------------- | --------------- | --------------- |
| Malin Westerheim | Carabina 50 m 3 posizioni    | 579            | 20ª            | non qualificata | non qualificata |
| Malin Westerheim | Carabina 10 m aria compressa | 394            | 25ª            | non qualificata | non qualificata |

## Tiro con l'arco
Maschile
| Atleta       | Evento      | Round di qualificazione | Round di qualificazione | 64-esimi                    | 32-esimi                  | 16-esimi                    | Quarti di finale          | Semifinale                | Finale                    | Finale          |
| Atleta       | Evento      | Punteggio               | Seed                    | Avversario Seed Punteggio   | Avversario Seed Punteggio | Avversario Seed Punteggio   | Avversario Seed Punteggio | Avversario Seed Punteggio | Avversario Seed Punteggio | Classifica      |
| ------------ | ----------- | ----------------------- | ----------------------- | --------------------------- | ------------------------- | --------------------------- | ------------------------- | ------------------------- | ------------------------- | --------------- |
| Bård Nesteng | Individuale | 669                     | 21º                     | H. Kikuchi (JPN) (44) V 6-5 | J. Wukie (USA) (12) V 6-2 | T. Furukawa (JPN) (5) P 2-6 | non qualificato           | non qualificato           | non qualificato           | non qualificato |

## Vela
Maschile
| Atleta                                 | Evento | Regata | Regata | Regata | Regata | Regata | Regata | Regata | Regata | Regata | Regata | Regata | Punteggio Totale | Punteggio Netto | Classifica |
| Atleta                                 | Evento | 1      | 2      | 3      | 4      | 5      | 6      | 7      | 8      | 9      | 10     | M      | Punteggio Totale | Punteggio Netto | Classifica |
| -------------------------------------- | ------ | ------ | ------ | ------ | ------ | ------ | ------ | ------ | ------ | ------ | ------ | ------ | ---------------- | --------------- | ---------- |
| Sebastian Wang-Hansen                  | RS:X   | 19     | 17     | 31     | 18     | 18     | 20     | 19     | 18     | 25     | 32     | EL     | 217              | 185             | 24°        |
| Kristian Ruth                          | Laser  | 32     | 14     | 10     | 17     | 15     | 5      | DNF    | 24     | 8      | 20     | EL     | 195              | 145             | 16°        |
| Eivind Melleby Petter Mørland Pedersen | Star   | 7      | 5      | 2      | 4      | 16     | 11     | 8      | 4      | 7      | 5      | 10     | 79               | 63              | 4°         |

Femminile
| Atleta             | Evento       | Regata | Regata | Regata | Regata | Regata | Regata | Regata | Regata | Regata | Regata | Regata | Punteggio Totale | Punteggio Netto | Classifica |
| Atleta             | Evento       | 1      | 2      | 3      | 4      | 5      | 6      | 7      | 8      | 9      | 10     | M      | Punteggio Totale | Punteggio Netto | Classifica |
| ------------------ | ------------ | ------ | ------ | ------ | ------ | ------ | ------ | ------ | ------ | ------ | ------ | ------ | ---------------- | --------------- | ---------- |
| Jannicke Stålstrøm | RS:X         | 21     | 17     | 24     | 21     | 17     | 18     | 21     | 15     | 12     | 15     | EL     | 181              | 157             | 19ª        |
| Marthe Enger Eide  | Laser Radial | 30     | 24     | 32     | 11     | 23     | 15     | 23     | 21     | 17     | 30     | EL     | 226              | 194             | 23ª        |